# Constantin Phaulkon
Constantin Phaulkon, né Κωσταντής Γεράκης - Costantin Gerachi en 1647 et mort le 5 juin 1688 est un aventurier grec, qui devient le premier conseiller du roi Narai du Siam (Royaume d'Ayutthaya). Phaulkon est un personnage très controversé dans l’histoire de la Thaïlande.

## Biographie

### Origine grecque
Phaulkon naît dans la forteresse d'Assos (région d'Érisos) en Céphalonie (Grèce) de parents grecs et de religion grecque orthodoxe. La famille Gerachi (Γεράκη) est originaire du village de Plagia (Πλαγιά) situé dans la même région, où elle était établie depuis le dernier quart du XVIe siècle.

### Au service de l'Angleterre
Il s'engage dans la Compagnie britannique des Indes orientales. Lors d’un séjour à Londres, il change son nom de Gerachi (Γεράκης) en Phaulkon ; gerakis et falcon signifient tous deux « faucon », respectivement en grec et en anglais. Il apprend les langues étrangères au cours de ses voyages : en plus du grec, sa langue maternelle, l'anglais, le français, le portugais, le malais et le thaï,. 

### Carrière au Siam

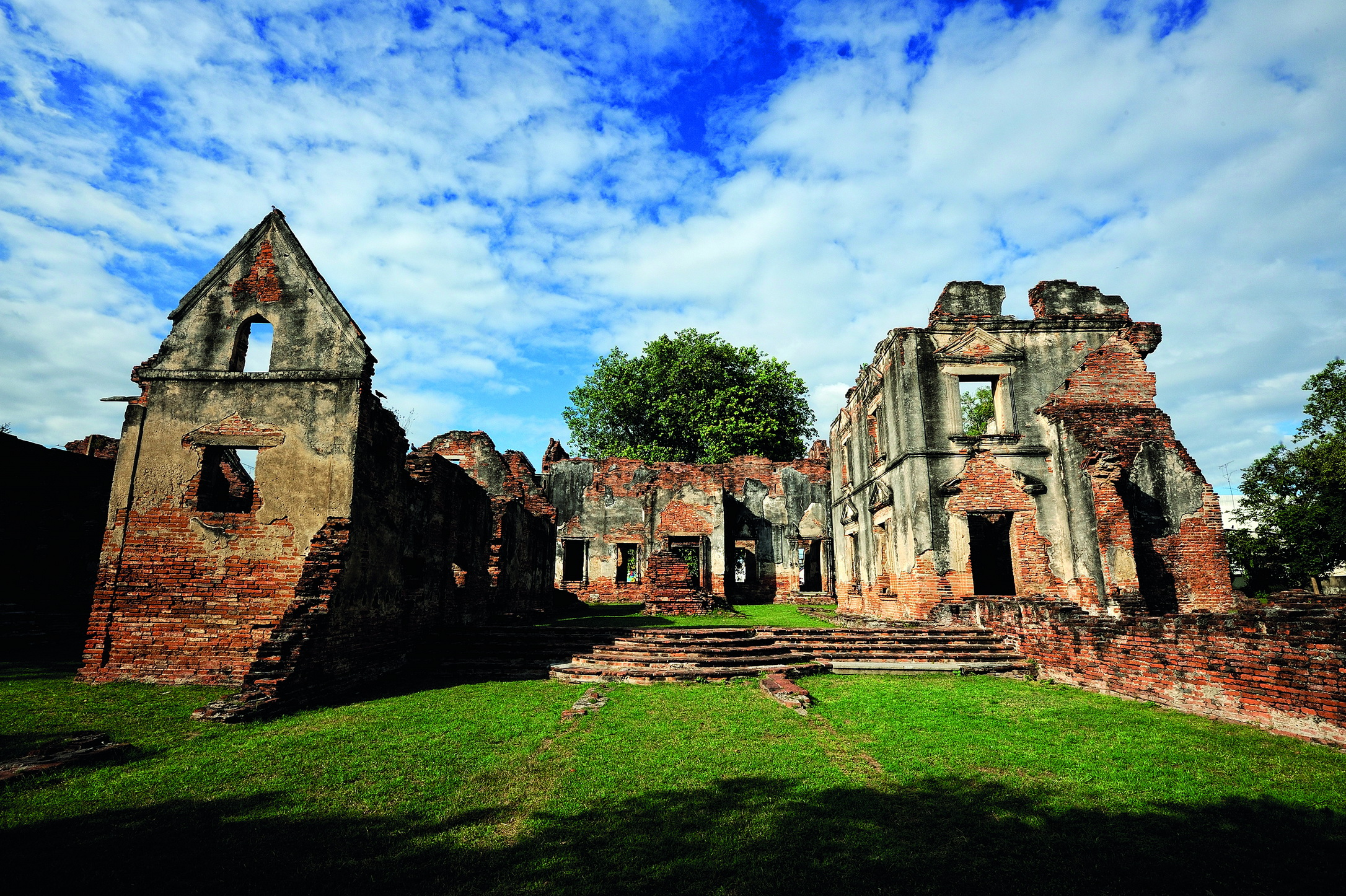
Palais des ambassadeurs, dit maison de Constantin Phaulkon, à Lopburi.

Phaulkon arrive aux Indes avec deux Britanniques en 1670, il est envoyé au Siam (aujourd’hui Thaïlande) huit ans plus tard pour s'occuper du comptoir anglais. Il plait, comme interprète, au ministre siamois du Trésor, et est promu surintendant du commerce extérieur, ce qui lui confère un droit de regard sur la diplomatie. C'est là que, parmi les nombreux parrains qui se penchent sur le Siam, il choisit Louis XIV. Il passe donc du christianisme "orthodoxe " au catholicisme gallican et entre dans le jeu français, coupant court à toutes les autres influences extérieures, notamment « friponneries des mahométans » (abbé de Choisy), puisque le chah de Perse s'était mis en tête, lui aussi, d'amener la famille royale siamoise à sa propre foi, l'islam chiite.

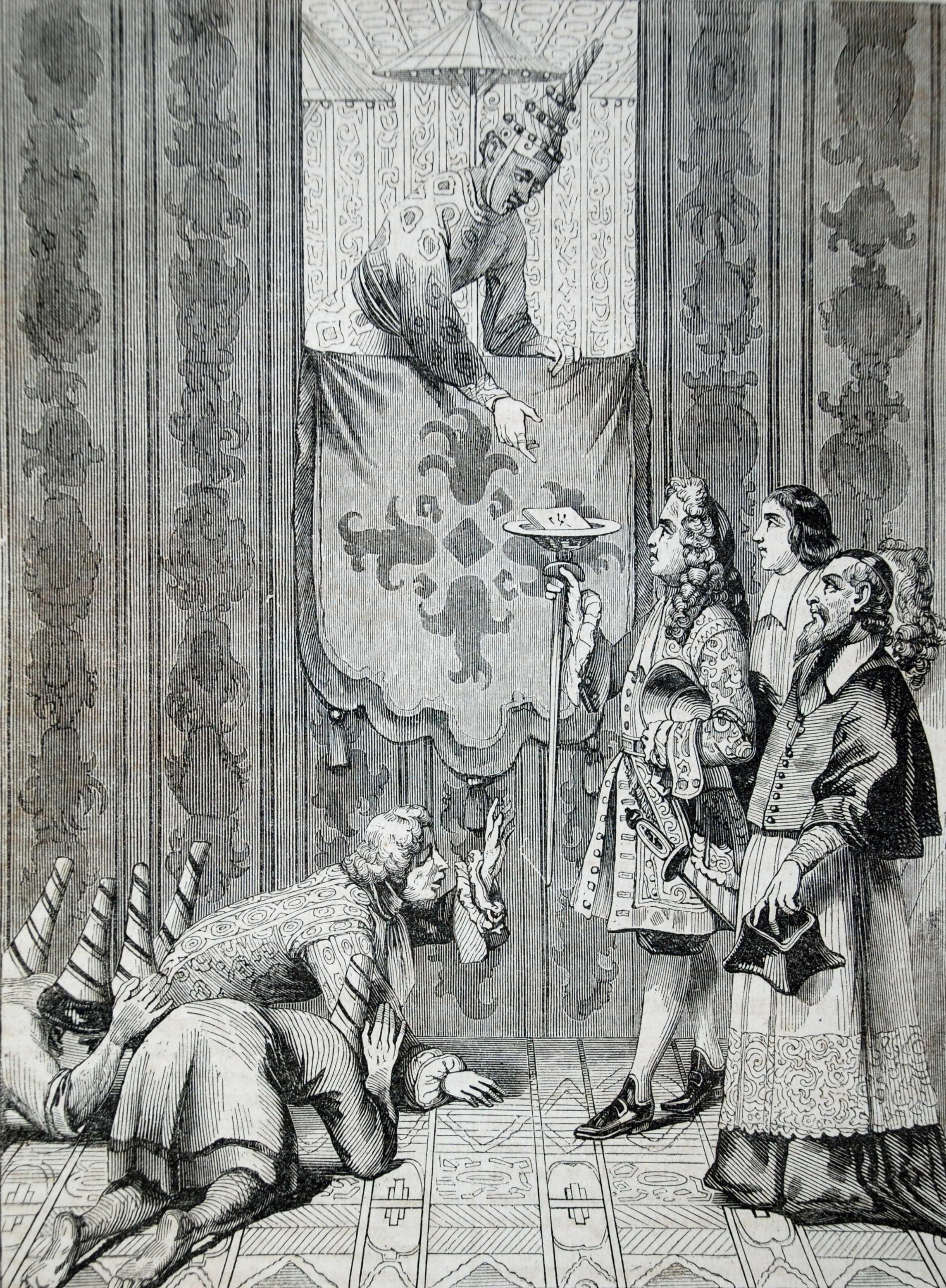
Ambassade française à la cour du Roi de Siam, 1685 avec le roi Narai, l'ambassadeur français Alexandre de Chaumont debout à droite, et Constantin Phaulkon prosterné à gauche

En 1684, Louis XIV reçoit deux ambassadeurs du Siam à Versailles. En 1685, après de longs mois d'une navigation périlleuse via le cap des Tempêtes (Bonne-Espérance), l'ambassade française, conduite par le chevalier de Chaumont (huguenot ramené dans l'obédience de Rome par les Jésuites), arrive au Siam. En 1686 les Hollandais quittent le Siam et l'an d'après arrivent de Brest, six navires fleurdelisés convoyant plus de six cents soldats français. Ils sont installés dans un repli fluvial du golfe de Siam, Banko, fondant alors le futur Bangkok.
Voici ce que dit de Constantin Phaulkon l'abbé de Choisy, membre de l'ambassade de Louis XIV à Ayutthaya et LopBuri, dans son Journal du voyage de Siam : « M. Constance a l'âme grande. Aussi, faut-il avoir bien du mérite pour s'être élevé au poste qu'il tient ici. Il est de Céphalonie, de parents nobles et pauvres. À dix ans, il prit parti sur un vaisseau anglais et a passé par tous les degrés de la marine. Enfin, après avoir fait commerce à la Chine et au Japon, après avoir fait naufrage deux ou trois fois, il s'attacha au Barkalon de Siam qui, lui trouvant de l'esprit et de la capacité pour les affaires, l'employa et le fit connaître au Roi ; et depuis la mort du Barkalon, sans avoir aucune charge, il les fait toutes »
Sa position suscita beaucoup de jalousie de la part des Thaïs de la cour. Quand le roi Naraï tomba gravement malade en 1688, la rumeur courut que Phaulkon voulait utiliser l'héritier désigné, Phra Pui, pour devenir roi lui-même. Lors du coup d’État fomenté par le général Petracha, le beau-frère de Narai, Phaulkon, ses partisans et le dauphin furent  arrêtés et exécutés le 5 juin 1688 à Lopburi. À la mort du roi quelques jours plus tard, Petracha lui succéda sur le trône d'Ayuthayya et instaura un régime xénophobe. Les soldats français de Fort-Banko sont envoyés à Pondichéry.

## Vie privée
De son mariage avec Maria Guyomar de Pinha (1682), il a eu deux fils, João (mort le 11 mai 1688) et Jorge, qui lui a survécu.